# Osório
Pour les articles homonymes, voir Osório (homonymie).
Osório est une ville brésilienne de la mésorégion métropolitaine de Porto Alegre, capitale de l'État du Rio Grande do Sul, faisant partie de la microrégion d'Osório et située à 95 km à l'est de Porto Alegre. Elle se situe à une latitude de 29° 53′ 35″ sud et à une longitude de 50° 15′ 48″ ouest, à 16 m d'altitude. Sa population était estimée à 39 290 en 2007, pour une superficie de 663 km2. Elle est située en partie au bord de l'Océan Atlantique sud. L'accès s'y fait par les BR-101, BR-290, RS-030 et RS-389.
Le nom d'Osório est un hommage rendu à un personnage historique du Rio Grande do Sul né dans la région, le Général Osório. La commune eut auparavant plusieurs autres dénominations.
Le peuplement de l'actuelle Osório a débuté quand quelques familles açoriennes venant de Laguna s'établirent au pied de la Serra do Mar, proche du littoral, à la fin du XVIIe siècle. L'arrivée des esclaves noirs en fuite des plantations fut marquante pour la composition de la population. Ils allaient en effet se réfugier dans la région pour installer leurs quilombos. À l'époque, Osório était aussi une étape importante pour le passage du transport de bétail.
La ville possède en outre un parc d'éoliennes. Son économie repose sur la culture du riz, de la canne à sucre et un peu de pêche artisanale.
On trouve sur son territoire les Lagoa dos Barros, do Peixoto et da Piguela, ainsi que le Morro da Borússia, comme autant de points d'intérêts touristiques.

## Villes voisines
- Maquiné
- Xangri-lá
- Imbé
- Tramandaí
- Cidreira
- Capivari do Sul
- Santo Antônio da Patrulha
- Caraá